# Ben Albach
Pour les articles homonymes, voir Albach.
Benjamin (Ben) Albach, né à Amsterdam le 21 avril 1907 et mort à Amstelveen le 30 janvier 2007, est un essayiste et historien du théâtre néerlandais.

## Biographie
Albach étudie l'histoire du théâtre néerlandais et publie des articles et des essais sur le théâtre et l'histoire du théâtre dans la presse écrite à partir des années 1930, d'abord dans Het Toneel et Het Vaderland (nl), puis dans Toneel Teatraal et Vrij Nederland.
Cofondateur de l'Institut du Théâtre d'Amsterdam et membre du conseil d'administration du Musée du Théâtre, il travaille comme professeur invité en études théâtrales à l'Université d'Amsterdam de 1973 à 1976 et y a reçoit un doctorat honorifique en 1982.
Il est le père de l'écrivaine Hester Albach. 
Mort en 2007 à l'âge de 99 ans, il est enterré à Zorgvlied. 

## Publications
- 1937 : Drie eeuwen Gijsbrecht van Aemstel
- 1938 : 300 jaar Stadsschouwburg, uitgegeven ter herdenking van het Derde Eeuwfeest
- 1946 : Jan Punt en Marten Corver, Nederlandsch Toneelleven in de 18e eeuw
- 1947 : De Regie Van Het Lekenspel
- 1957 : Het Huis Op Het Plein
- 1965 : Duizend Jaar Toneel In Nederland
- 1977 : Langs Kermissen en Hoven
- 1994 : Een onvergetelijke Ariane, de eerste Amsterdamse toneelspeelster